# Klembord (computer)
Het klembord (Engels: clipboard) is een functie in het besturingssysteem van een computer, die een deel van het computergeheugen reserveert voor kortetermijnopslag. Het klembord maakt het mogelijk om informatie tijdelijk op te slaan en later weer op te vragen. Met behulp van deze functie is het mogelijk informatie uit te wisselen tussen verschillende computerprogramma's. Op die manier kan je, als je bijvoorbeeld een document aan het typen bent, stukken informatie vanuit de browser kopiëren en de informatie van de website in het document invoegen.
Gegevens kunnen naar het klembord worden gebracht door ze erheen te verplaatsen, zoals bij knippen en plakken, of door ze erheen te kopiëren, zoals bij kopiëren en plakken en bij het maken van een schermafdruk. Ze kunnen vervolgens worden gekopieerd. Het wissen van het klembord (bijvoorbeeld voor privacy) kan niet expliciet, maar alleen door opnieuw gegevens naar het klembord te brengen.
Het kunnen allerlei gegevens zijn, zoals een platte of opgemaakte tekst, een afbeelding, of bij het verplaatsen of kopiëren van bestanden, een of meer bestanden. Om een opgemaakte tekst als platte tekst te kopiëren kan men deze tussendoor in een teksteditor plakken en dan vandaar verplaatsen of kopiëren naar de bestemming.  
Windows, macOS en Linux maken allemaal gebruik van een klembord.
Er zit een aantal nadelen aan het klembord. Als eerste kan er slechts één item per keer opgeslagen worden. Elke keer als iets nieuws wordt toegevoegd wordt het oude verwijderd. Ook blijven de gegevens van het klembord niet bewaard tussen verschillende sessies, en is het op sommige computers niet mogelijk om de informatie die op het klembord opgeslagen staat gemakkelijk te bekijken. Onder Linux is dit wel mogelijk, en ook kunnen meerdere gegevens bewaard blijven. De software is standaard aanwezig in de grafische desktop KDE en Gnome.
Alle bovenstaande nadelen van Windows kunnen gemakkelijk opgelost worden door een programma te installeren dat het klembord beheert. Op het internet zijn tal van dergelijke (gratis) programma's te vinden die een en ander vergemakkelijken.